# NGC 432

NGC 432

NGC 432 هي مجرة تتبع كوكبة الطوقان. اكتشفها جون هيرشل في 6 أكتوبر 1834.

## روابط خارجية
- NGC 432 على موقع ويكي سكاي: DSS2, SDSS, GALEX, IRAS, Hydrogen α, X-Ray, Astrophoto, Sky Map, Articles and images